# ミノル (日本の競走馬)
ミノルは日本の競走馬。中央競馬で第20回朝日杯3歳ステークス（1968年）を含む重賞3つを制したものの、肝心の1969年クラシックは主軸と言われながらも無冠に終わった尾形厩舎四天王の一頭である。
半兄でパレスタインの持込馬メジロカツザンは不出走ながら種牡馬となりワイドオー（京都4歳特別）、スピードヒーロー（京都新聞杯、日経新春杯）の母の父として名を残した。半姉ニットウヤヨイは1968年の桜花賞2着馬。全妹ロングパワーの孫にダイヤモンドステークス2勝のユーセイトップラン、曾孫にJRA賞最優秀ダートホース2回のウイングアロー、玄孫にユニコーンステークスを制したロングプライドがいる。また母の従兄弟に1965年の東京優駿馬キーストンがいる。
- なお、馬齢は当時の表記（数え年）とする。

## 競走馬時代

### 3歳時
1968年7月13日のデビュー戦を3馬身差で制し好スタートを切ったが、気分屋な一面が災いし順風満帆とは行かず、このシーズンは朝日杯を制したものの通算7戦3勝とムラの多い結果に終わったが、朝日杯勝利が決め手となり1968年啓衆社賞最優秀3歳牡馬に選ばれた。

### 4歳時
クラシックに突入した1969年は、緒戦の京成杯を苦手な重馬場に祟られ3着に終わったものの、次走の東京4歳ステークスを6馬身差で圧勝し2度目の重賞制覇。同厩舎のワイルドモアと、クラシックの主軸に躍り出た。だが、ミノルのクラシックはツキの無さに祟られる。緒戦の皐月賞は、好枠を活かしたワイルドモアの逃げ切りを許し4着。大一番の東京優駿（日本ダービー）は、最内枠と不良馬場が災いしダイシンボルガードにクビ差だけ届かず2着。秋の菊花賞も、重馬場に屈し勝ち馬アカネテンリュウから離れた17着と惨敗。結局、ミノルのクラシックは、当馬のために引退を先延ばしにした尾形厩舎所属騎手・保田隆芳の期待に応えられずに終わった。

### 5歳時
1970年は、7戦して京王杯スプリングハンデキャップの1勝のみに終わり、このシーズンを最後にミノルは引退となった。なお、最後の勝利となった京王杯は、主戦騎手であった名手・保田の引退レースでもあった。

## 引退後
競走馬を引退したミノルは種牡馬となったが、八大競走勝ち馬でも苦戦必至の状況下では全くと言っていいほど結果を出せず、競馬生産の本場・北海道を追われる結果となった。結局、ミノルは岩手県の牧場で21年の生涯を終えた。

## 血統表
| ミノルの血統（ボワルセル系 / Gainsborough4×5=9.38%） | ミノルの血統（ボワルセル系 / Gainsborough4×5=9.38%） | ミノルの血統（ボワルセル系 / Gainsborough4×5=9.38%） | （血統表の出典）  | （血統表の出典） |
| 父 *ヒンドスタン Hindostan 1946 黒鹿毛 イギリス      | 父の父Bois Roussel 1935 青鹿毛 フランス              | Vatout                                               | Prince Chimay     | Prince Chimay    |
| 父 *ヒンドスタン Hindostan 1946 黒鹿毛 イギリス      | 父の父Bois Roussel 1935 青鹿毛 フランス              | Vatout                                               | Vashti            |                  |
| 父 *ヒンドスタン Hindostan 1946 黒鹿毛 イギリス      | 父の父Bois Roussel 1935 青鹿毛 フランス              | Plucky Liege                                         | Spearmint         | Spearmint        |
| 父 *ヒンドスタン Hindostan 1946 黒鹿毛 イギリス      | 父の父Bois Roussel 1935 青鹿毛 フランス              | Plucky Liege                                         | Concertina        |                  |
| 父 *ヒンドスタン Hindostan 1946 黒鹿毛 イギリス      | 父の母Sonibai 1939 鹿毛 イギリス                     | Solario                                              | Gainsborough      | Gainsborough     |
| 父 *ヒンドスタン Hindostan 1946 黒鹿毛 イギリス      | 父の母Sonibai 1939 鹿毛 イギリス                     | Solario                                              | Sun Worship       |                  |
| 父 *ヒンドスタン Hindostan 1946 黒鹿毛 イギリス      | 父の母Sonibai 1939 鹿毛 イギリス                     | Udaipur                                              | Blandford         | Blandford        |
| 父 *ヒンドスタン Hindostan 1946 黒鹿毛 イギリス      | 父の母Sonibai 1939 鹿毛 イギリス                     | Udaipur                                              | Uganda            |                  |
| 母 *マーシユメドウ Marsh Meadow 1956 芦毛 イギリス   | 母の父Grey Sovereign 1948 芦毛 イギリス              | Nasrullah                                            | Nearco            | Nearco           |
| 母 *マーシユメドウ Marsh Meadow 1956 芦毛 イギリス   | 母の父Grey Sovereign 1948 芦毛 イギリス              | Nasrullah                                            | Mumtaz Begum      |                  |
| 母 *マーシユメドウ Marsh Meadow 1956 芦毛 イギリス   | 母の父Grey Sovereign 1948 芦毛 イギリス              | Kong                                                 | Baytown           | Baytown          |
| 母 *マーシユメドウ Marsh Meadow 1956 芦毛 イギリス   | 母の父Grey Sovereign 1948 芦毛 イギリス              | Kong                                                 | Clang             |                  |
| 母 *マーシユメドウ Marsh Meadow 1956 芦毛 イギリス   | 母の母May Meadow 1951 鹿毛 イギリス                  | His Highness                                         | Hyperion          | Hyperion         |
| 母 *マーシユメドウ Marsh Meadow 1956 芦毛 イギリス   | 母の母May Meadow 1951 鹿毛 イギリス                  | His Highness                                         | Moti Ranee        |                  |
| 母 *マーシユメドウ Marsh Meadow 1956 芦毛 イギリス   | 母の母May Meadow 1951 鹿毛 イギリス                  | Valerie                                              | Sir Cosmo         | Sir Cosmo        |
| 母 *マーシユメドウ Marsh Meadow 1956 芦毛 イギリス   | 母の母May Meadow 1951 鹿毛 イギリス                  | Valerie                                              | Dereham F-No.11-f |                  |